# Radioimmuntherapie
Die Radioimmuntherapie ist eine neuartige Methode der Krebstherapie. Sie kombiniert die Wirksamkeit der Strahlentherapie mit der Selektivität der Immuntherapeutika (Radionuklidtherapie). In der Radioimmuntherapie finden konjugierte Radiopharmaka Anwendung, die aus einem Antikörper und einem Radioisotop bestehen und somit eine Form des Drug Targetings darstellen.
Anders als die Chemotherapie, die unspezifisch alle sich in Teilung befindenden Zellen schädigt – so z. B. auch die Bildungszellen der Haare oder die Schleimhautzellen von Mund, Magen und Darm –, geht die Radioimmuntherapie weitgehend selektiv gegen eine ausgewählte, spezifische Zellart vor.
Dazu ist es notwendig, eine Oberflächenstruktur zu finden, die nur auf dieser Zellart vorkommt. Anschließend muss für genau diese Struktur ein monoklonaler Antikörper hergestellt werden. Für das niedrig maligne Non-Hodgkin-Lymphom, eine Form des Lymphdrüsenkrebs, bei der eine B-Zelle entartet ist, ist dies mit der CD20-Struktur gelungen. An diesen monoklonalen Antikörper wird jetzt ein Radioisotop angekoppelt. Dies geschieht mithilfe eines zwischengeschalteten Moleküls, das beide Komponenten verbindet.
Auf diese Weise hat man eine Therapieform geschaffen, die aufgrund des Antikörpers zielgerichtet und selektiv die gewünschte Zellart überall im Körper aufspürt und gleichzeitig in der Lage ist, diese Zellen im Körperinneren, direkt am Zielort zu bestrahlen. Dadurch erhalten die Tumorzellen eine hohe Strahlendosis, umliegendes, gesundes Gewebe wird aber weitgehend geschont.
Durch den sogenannten Kreuzfeuereffekt werden auch für den Antikörper schlecht zugängliche Tumorzellen, wie z. B. Lymphomzellansammlungen in den Lymphknoten, durch die Strahlung erfasst und vernichtet. Durch die unmittelbare Nähe der Strahlenquelle zu den Zielzellen benötigt man im Vergleich zur externen Strahlentherapie eine geringere Strahlungsintensität, was zu einer viel besseren Verträglichkeit führt.

## Beispiele
Ibritumomab-Tiuxetan wird in der Radioimmuntherapie verschiedener maligner B-Zell-Lymphome (Lymphdrüsenkrebs) angewendet. Es ist ein Konjugat aus einem monoklonalen Antikörper, der gegen das CD20-Antigen an der Oberfläche von B-Lymphozyten gerichtet ist, und dem Chelator Tiuxetan (ein DTPA-Derivat), der beispielsweise das radioaktive Isotop Yttrium-90 komplexieren kann.
Mit 131Iod markiertes Tositumomab, ein muriner monoklonaler Antikörper, ist zu Therapie von Non-Hodgkin-Lymphomen zugelassen.